# Vica Pota

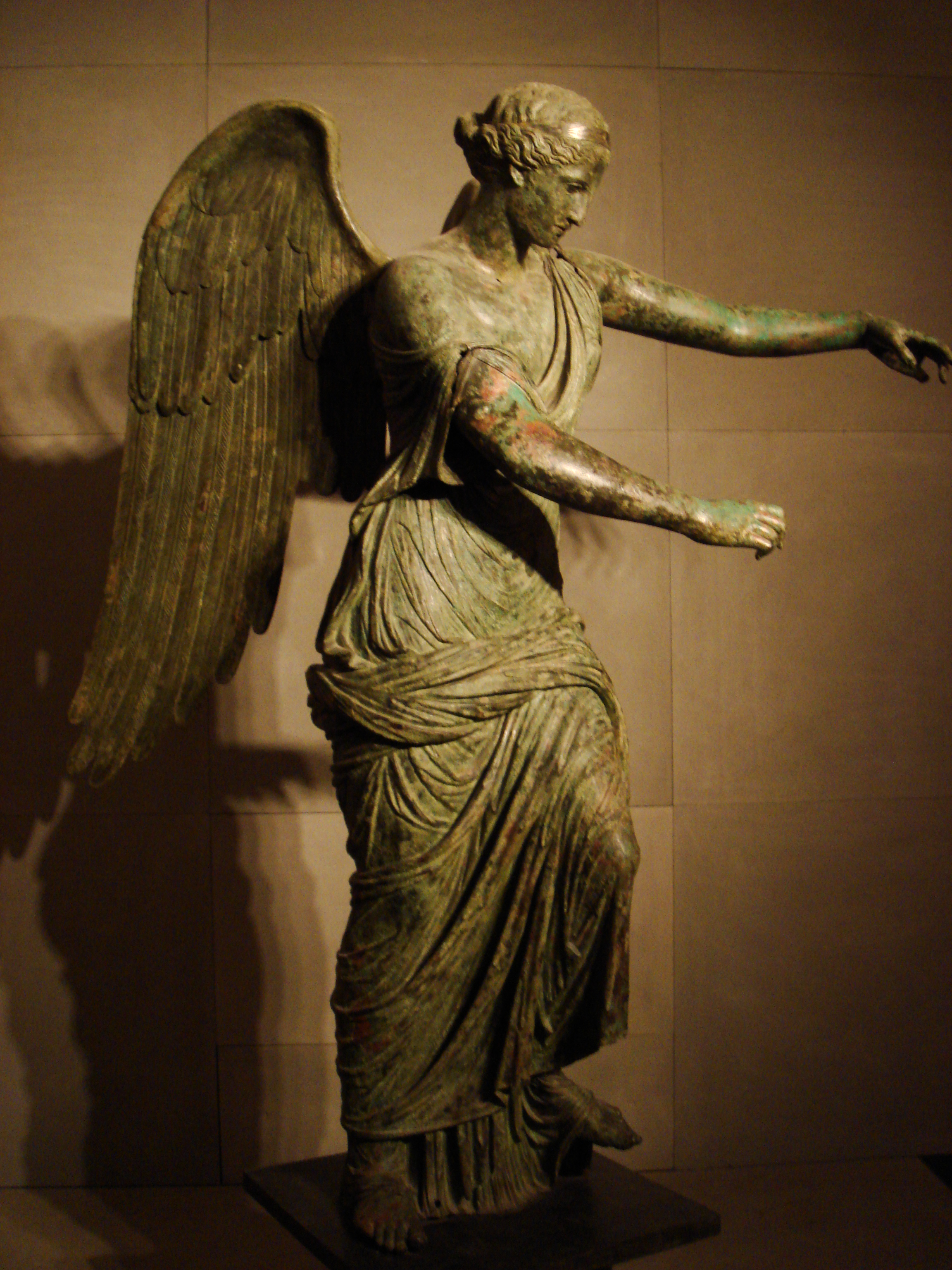
Gevleugelde Overwinning van Brescia, 1e eeuw v.Chr.: de voormalige godin Vica Pota werd gelijkgesteld met de gepersonifieerde Victoria

Vica Pota was een godin in de Romeinse religie, wier heiligdom (aedes: godenverblijf) aan de voet van de Velia was gelegen, namelijk op het domein van de domus van Publius Valerius Publicola. Deze locatie plaatst de tempel aan dezelfde zijde van de Velia als het Forum Romanum, mogelijk niet zo ver van de Regia. Cicero verklaart haar naam als afgeleid van vincendi atque potiundi, "overwinnen en overmeesteren".
In de Apocolocyntosis van Seneca is Vica Pota de moeder van Diespiter. Al wordt deze laatste gewoonlijk met Jupiter gelijkgesteld, toch wordt Diespiter hier als een zelfstandige godheid behandeld en zou hij in de optiek van Arthur Bernard Cook misschien moeten aanzien worden als de chtonische god Dis Pater.
Asconius stelt haar gelijk aan Victoria, maar waarschijnlijk is zij een vroegere Romeinse of Italische vorm van een overwinningsgodin die aan Victoria voorafging beïnvloed door de Griekse Nikè. Vica Pota was dus het oudere equivalent van Victoria maar dan waarschijnlijk niet de personificatie van overwinning als zodanig. In de minder wijd geaccepteerde veronderstelling van Ludwig Preller is gedacht dat Vica Pota zou zijn gelijk te stellen met de Etruskische goddelijke figuur Lasa Vecu.
Het festival van Vica Pota viel op 5 januari.